# Zamarada bamenda
Zamarada bamenda är en fjärilsart som beskrevs av Claude Herbulot 1975. Zamarada bamenda ingår i släktet Zamarada och familjen mätare. Inga underarter finns listade i Catalogue of Life.